# Теридиде - списак врста: од А до Г
Поред врста рода Latrodectus породици теридиде припадају и наведене врсте.

## Achaearanea
Achaearanea Strand, 1929
- Achaearanea acoreensis (Berland, 1932), ????????????? ?????
- Achaearanea alacris (Keyserling, 1884) (?????????, ?????????)
- Achaearanea alboinsignita Locket, 1980 (?????? ??????)
- Achaearanea altiventer (Keyserling, 1884) (??????)
- Achaearanea ambera Levi, 1963 (USA)
- Achaearanea analista Levi, 1963 (Brazil)
- Achaearanea anastema Levi, 1963 (Venezuela)
- Achaearanea angulithorax (Bösenberg & Strand, 1906) (Russia, China, Korea, Taiwan, Japan)
- Achaearanea anna Levi, 1959 (Jamaica, Bermuda)
- Achaearanea apex Levi, 1959 (Panama)
- Achaearanea asiatica (Bösenberg & Strand, 1906) (China, Korea, Japan)
- Achaearanea azteca (Chamberlin & Ivie, 1936) (Mexico)
- Achaearanea banosensis Levi, 1963 (Ecuador)
- Achaearanea barra Levi, 1963 (Brazil)
- Achaearanea bellula (Keyserling, 1891) (Brazil)
- Achaearanea blattea (Urquhart, 1886) (New Zealand)
- Achaearanea brookesiana Barrion & Litsinger, 1995 (Philippines)
- Achaearanea budana Tikader, 1970 (India)
- Achaearanea caliensis Levi, 1963 (Colombia, Ecuador)
- Achaearanea campanulata Chen, 1993 (China)
- Achaearanea camura (Simon, 1877) (Philippines, New Guinea, Solomon Is.)
- Achaearanea canionis (Chamberlin & Gertsch, 1929) (USA)
- Achaearanea caqueza Levi, 1963 (Colombia)
- Achaearanea celsadomina Zhu, 1998 (China)
- Achaearanea chilensis Levi, 1963 (Chile)
- Achaearanea chiricahua Levi, 1955 (USA)
- Achaearanea cingulata Zhu, 1998 (China)
- Achaearanea cinnabarina Levi, 1963 (Brazil)
- Achaearanea conjuncta (Gertsch & Mulaik, 1936) (USA, Canada)
- Achaearanea culicivora (Bösenberg & Strand, 1906) (China, Japan)
- Achaearanea dalana Buckup & Marques, 1991 (Brazil)
- Achaearanea daliensis Zhu, 1998 (China)
- Achaearanea dea Buckup & Marques, 2006 (Brazil)
- Achaearanea decorata (L. Koch, 1867) (Krakatau, New Guinea, Queensland)
- Achaearanea diamantina Levi, 1963 (Brazil)
- Achaearanea digitus Buckup & Marques, 2006 (Brazil)
- Achaearanea diglipuriensis Tikader, 1977 (Andaman Is.)
- Achaearanea disparata Denis, 1965 (Gabon, Ivory Coast)
- Achaearanea diversipes (Rainbow, 1920) (Norfolk, Lord Howe Is.)
- Achaearanea dromedariformis (Roewer, 1942) (Ecuador, Peru)
- Achaearanea dubitabilis Wunderlich, 1987 (Canary Is.)
- Achaearanea ducta Zhu, 1998 (China)
- Achaearanea durgae Tikader, 1970 (India)
- Achaearanea epicosma (Rainbow, 1920) (Lord Howe Is.)
- Achaearanea eramus Levi, 1963 (Brazil)
- Achaearanea extrilida (Keyserling, 1889) (Australia, Norfolk, Lord Howe Is.)
- Achaearanea extumida Xing, Gao & Zhu, 1994 (China)
- Achaearanea ferrumequina (Bösenberg & Strand, 1906) (China, Korea, Japan)
- Achaearanea florendida Levi, 1959 (USA to Venezuela)
- Achaearanea florens (O. P.-Cambridge, 1896) (USA to Panama, Cuba)
- Achaearanea fresno Levi, 1955 (USA)
- Achaearanea galeiforma Zhu, Zhang & Xu, 1991 (China)
- Achaearanea gigantea (Keyserling, 1884) (Peru)
- Achaearanea globispira Henschel & Jocqué, 1994 (South Africa)
- Achaearanea globosa (Hentz, 1850) (North America)
- Achaearanea gui Zhu, 1998 (China)
- Achaearanea hammeni Chrysanthus, 1963 (New Guinea)
- Achaearanea hermosillo Levi, 1959 (Mexico)
- Achaearanea hieroglyphica (Mello-Leitão, 1940) (Brazil, French Guiana, Peru)
- Achaearanea hirta (Taczanowski, 1873) (Panama to Argentina)
- Achaearanea inopinata Brignoli, 1972 (Venezuela)
- Achaearanea inops Levi, 1963 (Brazil, Guyana)
- Achaearanea insulsa (Gertsch & Mulaik, 1936) (USA, Mexico)
- Achaearanea isana Levi, 1963 (Brazil)
- Achaearanea japonica (Bösenberg & Strand, 1906) (China, Taiwan, Korea, Japan)
- Achaearanea jequirituba Levi, 1963 (Brazil, Paraguay, Argentina)
- Achaearanea jinghongensis Zhu, 1998 (China)
- Achaearanea kaindi Levi, Lubin & Robinson, 1982 (New Guinea)
- Achaearanea kaspi Levi, 1963 (Peru)
- Achaearanea koepckei Levi, 1963 (Peru)
- Achaearanea kompirensis (Bösenberg & Strand, 1906) (China, Korea, Japan)
- Achaearanea labarda Roberts, 1983 (Aldabra)
- Achaearanea lanyuensis Yoshida, Tso & Severinghaus, 2000 (Taiwan)
- Achaearanea longiducta Zhu, 1998 (China)
- Achaearanea lota Levi, 1963 (Chile)
- Achaearanea lunata (Clerck, 1757) (Palearctic)
  - Achaearanea lunata serrata (Franganillo, 1930) (Cuba)
- Achaearanea machaera Levi, 1959 (Panama)
- Achaearanea manzanillo Levi, 1959 (Mexico)
- Achaearanea maraca Buckup & Marques, 1991 (Brazil)
- Achaearanea maricaoensis (Bryant, 1942) (Panama, Puerto Rico)
- Achaearanea maxima (Keyserling, 1891) (Brazil)
- Achaearanea meraukensis Chrysanthus, 1963 (New Guinea)
- Achaearanea micratula (Banks, 1909) (Costa Rica)
- Achaearanea migrans (Keyserling, 1884) (Venezuela to Peru, Brazil)
- Achaearanea milagro Levi, 1963 (Ecuador)
- Achaearanea mundula (L. Koch, 1872) (India to New Caledonia)
  - Achaearanea mundula papuana Chrysanthus, 1963 (New Guinea)
- Achaearanea nayaritensis Levi, 1959 (Mexico)
- Achaearanea nigrodecorata (Rainbow, 1920) (Lord Howe Is.)
- Achaearanea nigrovittata (Keyserling, 1884) (Mexico to Paraguay)
- Achaearanea oblivia (O. P.-Cambridge, 1896) (Costa Rica, Panama)
- Achaearanea oculiprominens (Saito, 1939) (China, Korea, Japan)
- Achaearanea orana Levi, 1963 (Ecuador)
- Achaearanea oxymaculata Zhu, 1998 (China)
- Achaearanea palgongensis Seo, 1993 (Korea)
- Achaearanea pallipera Levi, 1963 (Brazil)
- Achaearanea parana Levi, 1963 (Paraguay)
- Achaearanea passiva (Keyserling, 1891) (Brazil)
- Achaearanea pilaton Levi, 1963 (Ecuador)
- Achaearanea pinguis (Keyserling, 1886) (Brazil, Uruguay)
- Achaearanea polygramma (Kulczyn'ski, 1911) (New Guinea)
- Achaearanea porteri (Banks, 1896) (USA to Panama, West Indies)
- Achaearanea projectivulva Yoshida, 2001 (Japan)
- Achaearanea propera (Keyserling, 1890) (New South Wales, Tasmania, Lord Howe Is.)
- Achaearanea pura (O. P.-Cambridge, 1894) (Mexico)
- Achaearanea pusillana (Roewer, 1942) (French Guiana)
- Achaearanea pydanieli Buckup & Marques, 1991 (Brazil)
- Achaearanea quadrimaculata Yoshida, Tso & Severinghaus, 2000 (Taiwan)
- Achaearanea rafaeli Buckup & Marques, 1991 (Brazil)
- Achaearanea rapa Levi, 1963 (Paraguay)
- Achaearanea rioensis Levi, 1963 (Brazil)
- Achaearanea riparia (Blackwall, 1834) (Palearctic)
- Achaearanea rostra Zhu & Zhang, 1992 (China)
- Achaearanea rostrata (O. P.-Cambridge, 1896) (Mexico to Venezuela)
- Achaearanea rupicola (Emerton, 1882) (USA, Canada)
- Achaearanea ryukyu Yoshida, 2000 (Japan, Ryukyu Is.)
- Achaearanea schneirlai Levi, 1959 (Panama)
- Achaearanea schraderorum Levi, 1959 (Costa Rica)
- Achaearanea schullei (Gertsch & Mulaik, 1936) (USA, Mexico)
- Achaearanea septemguttata (Simon, 1909) (Vietnam)
- Achaearanea serax Levi, 1959 (Mexico)
- Achaearanea serenoae (Gertsch & Archer, 1942) (USA)
- Achaearanea sicki Levi, 1963 (Brazil)
- Achaearanea simaoica Zhu, 1998 (China)
- Achaearanea simulans (Thorell, 1875) (Palearctic)
- Achaearanea songi Zhu, 1998 (China)
- Achaearanea subtabulata Zhu, 1998 (China)
- Achaearanea subvexa Zhu, 1998 (China)
- Achaearanea tabulata Levi, 1980 (Holarctic)
- Achaearanea taeniata (Keyserling, 1884) (Guatemala to Peru)
- Achaearanea taim Buckup & Marques, 2006 (Brazil)
- Achaearanea tepidariorum (C. L. Koch, 1841) (Cosmopolitan)
  - Achaearanea tepidariorum australis (Thorell, 1895) (Myanmar)
- Achaearanea tesselata (Keyserling, 1884) (Mexico to Paraguay, New Guinea, Pakistan)
- Achaearanea tingo Levi, 1963 (Peru)
- Achaearanea tovarensis Levi, 1963 (Venezuela)
- Achaearanea transipora (Zhu & Zhang, 1992) (China)
- Achaearanea trapezoidalis (Taczanowski, 1873)  (Panama to Paraguay)
- Achaearanea triangula Yoshida, 1993 (Singapore, Java, Bali)
- Achaearanea triangularis Patel, 2005 (India)
- Achaearanea triguttata (Keyserling, 1891) (Brazil)
- Achaearanea trinidensis Levi, 1959 (Trinidad, Peru)
- Achaearanea turquino Levi, 1959 (Cuba)
- Achaearanea uviana Levi, 1963 (Peru)
- Achaearanea valoka Chrysanthus, 1975 (New Guinea, New Britain)
- Achaearanea veruculata (Urquhart, 1886) (Australia, New Zealand, England, Belgium)
- Achaearanea vervoorti Chrysanthus, 1975 (New Guinea)
- Achaearanea vivida (Keyserling, 1891) (Brazil)
- Achaearanea wau Levi, Lubin & Robinson, 1982 (New Guinea)
- Achaearanea zonensis Levi, 1959 (Panama to Peru, Brazil)

## Achaearyopa
Achaearyopa Barrion & Litsinger, 1995
- Achaearyopa pnaca Barrion & Litsinger, 1995  (Philippines)

## Ameridion
Ameridion Wunderlich, 1995
- Ameridion armouri (Levi, 1959) (Panama, Trinidad)
- Ameridion aspersum (F. O. P.-Cambridge, 1902) (Guatemala)
- Ameridion atlixco (Levi, 1959) (Mexico)
- Ameridion bridgesi (Levi, 1959) (Mexico)
- Ameridion chilapa (Levi, 1959) (Mexico)
- Ameridion clemens (Levi, 1959) (Jamaica)
- Ameridion cobanum (Levi, 1959) (Guatemala)
- Ameridion colima (Levi, 1959) (Mexico, Ecuador)
- Ameridion lathropi (Levi, 1959) (Panama)
- Ameridion malkini (Levi, 1959) (Mexico)
- Ameridion marvum (Levi, 1959) (Panama, Venezuela)
- Ameridion moctezuma (Levi, 1959) (Mexico)
- Ameridion musawas (Levi, 1959) (Nicaragua)
- Ameridion paidiscum (Levi, 1959) (Panama)
- Ameridion panum (Levi, 1959) (Panama)
- Ameridion petrum (Levi, 1959)  (Panama, Trinidad, Peru)
- Ameridion plantatum (Levi, 1959) (Panama)
- Ameridion progum (Levi, 1959) (Panama)
- Ameridion quantum (Levi, 1959) (Costa Rica, Panama)
- Ameridion reservum (Levi, 1959) (Panama)
- Ameridion rinconense (Levi, 1959) (Mexico)
- Ameridion ruinum (Levi, 1959) (Mexico)
- Ameridion schmidti (Levi, 1959) (Costa Rica)
- Ameridion signaculum (Levi, 1959) (Panama, Brazil)
- Ameridion signum (Levi, 1959) (Panama)
- Ameridion tempum (Levi, 1959) (Panama, Brazil)
- Ameridion unanimum (Keyserling, 1891) (Mexico to Brazil)

## Anatea
Anatea Berland, 1927
- Anatea formicaria Berland, 1927  (New Caledonia)

## Anelosimus
Anelosimus Simon, 1891
- Anelosimus agnar Agnarsson, 2006 (Malaysia)
- Anelosimus analyticus (Chamberlin, 1924) (USA, Mexico)
- Anelosimus andasibe Agnarsson & Kuntner, 2005 (Madagascar)
- Anelosimus arizona Agnarsson, 2006 (USA, Mexico)
- Anelosimus baeza Agnarsson, 2006 (Panama to Peru)
- Anelosimus biglebowski Agnarsson, 2006 (Tanzania)
- Anelosimus chickeringi Levi, 1956 (Mexico to Peru)
- Anelosimus chonganicus Zhu, 1998 (China)
- Anelosimus crassipes (Bösenberg & Strand, 1906) (China, Korea, Japan, Ryukyu Is.)
- Anelosimus decaryi (Fage, 1930) (Aldabra, Madagascar)
- Anelosimus dialeucon (Simon, 1890) (Aden)
- Anelosimus domingo Levi, 1963 (Colombia to Surinam and Peru)
- Anelosimus dubiosus (Keyserling, 1891) (Brazil)
- Anelosimus dubius (Tullgren, 1910) (Tanzania)
- Anelosimus dude Agnarsson, 2006 (Tanzania)
- Anelosimus elegans Agnarsson, 2006 (Mexico to Peru)
- Anelosimus ethicus (Keyserling, 1884) (Brazil)
- Anelosimus exiguus Yoshida, 1986 (China, Japan, Ryukyu Is.)
- Anelosimus eximius (Keyserling, 1884)  (Lesser Antilles, Panama to Argentina)
- Anelosimus fraternus Agnarsson, 2006 (Hispaniola)
- Anelosimus guacamayos Agnarsson, 2006 (Ecuador)
- Anelosimus inhandava Agnarsson, 2005 (Brazil, Argentina)
- Anelosimus iwawakiensis Yoshida, 1986 (Korea, Japan)
- Anelosimus jabaquara Levi, 1956 (Brazil)
- Anelosimus jucundus (O. P.-Cambridge, 1896) (Mexico to Argentina)
- Anelosimus kohi Yoshida, 1993 (Malaysia, Singapore)
- Anelosimus linda Agnarsson, 2006 (Malaysia)
- Anelosimus lorenzo Fowler & Levi, 1979 (Brazil, Paraguay, Argentina)
- Anelosimus may Agnarsson, 2005 (Madagascar)
- Anelosimus misiones Agnarsson, 2005 (Argentina)
- Anelosimus monskenyensis Agnarsson, 2006 (Kenya)
- Anelosimus nazariani Agnarsson & Kuntner, 2005 (Madagascar)
- Anelosimus nelsoni Agnarsson, 2006 (South Africa)
- Anelosimus nigrescens (Keyserling, 1884) (Guyana, Brazil)
- Anelosimus octavius Agnarsson, 2006 (Mexico to Costa Rica)
- Anelosimus oritoyacu Agnarsson, 2006 (Mexico to Ecuador)
- Anelosimus pacificus Levi, 1956 (Mexico to Costa Rica, Jamaica)
- Anelosimus pantanal Agnarsson, 2006 (Brazil)
- Anelosimus placens (Blackwall, 1877) (Seychelles)
- Anelosimus pulchellus (Walckenaer, 1802) (Europe to Russia, North Africa)
- Anelosimus puravida Agnarsson, 2006 (Guatemala to Panama)
- Anelosimus rabus Levi, 1963 (Brazil)
- Anelosimus rupununi Levi, 1956 (Trinidad to Brazil)
- Anelosimus sallee Agnarsson & Kuntner, 2005 (Madagascar)
- Anelosimus salut Agnarsson & Kuntner, 2005 (Madagascar)
- Anelosimus studiosus (Hentz, 1850) (USA to Argentina)
- Anelosimus sulawesi Agnarsson, 2006 (Sulawesi)
- Anelosimus sumisolena Agnarsson, 2005 (Brazil)
- Anelosimus taiwanicus Yoshida, 1986 (Taiwan, Krakatau)
- Anelosimus tosus (Chamberlin, 1916) (Mexico to Peru)
- Anelosimus tungurahua Agnarsson, 2006 (Ecuador)
- Anelosimus vittatus (C. L. Koch, 1836) (Palearctic)
- Anelosimus vondrona Agnarsson & Kuntner, 2005 (Madagascar)

## Argyrodes
Argyrodes Simon, 1864
- Argyrodes abscissus O. P.-Cambridge, 1880 (Madagascar)
- Argyrodes alannae Grostal, 1999 (Eastern Australia)
- Argyrodes ambalikae Tikader, 1970 (India)
- Argyrodes amboinensis Thorell, 1878 (Sulawesi, Amboina, New Guinea, New Caledonia)
- Argyrodes andamanensis Tikader, 1977 (Andaman Is.)
- Argyrodes antipodianus O. P.-Cambridge, 1880 (Australia, New Caledonia, New Zealand)
- Argyrodes apiculatus Thorell, 1895 (Myanmar)
- Argyrodes argentatus O. P.-Cambridge, 1880 (China, East Indies, Hawaii)
- Argyrodes argyrodes (Walckenaer, 1842)  (Mediterranean to West Africa, Seychelles)
- Argyrodes atriapicatus Strand, 1906 (Ethiopia)
- Argyrodes bandanus Strand, 1911 (Banda Is.)
- Argyrodes barycephalus Roberts, 1983 (Aldabra)
- Argyrodes benedicti Lopez, 1988 (French Guiana)
- Argyrodes binotatus Rainbow, 1915 (Australia)
- Argyrodes bonadea (Karsch, 1881) (China, Korea, Taiwan, Japan, Philippines)
- Argyrodes borbonicus Lopez, 1990 (Réunion)
- Argyrodes callipygus Thorell, 1895 (Myanmar)
- Argyrodes calmettei Lopez, 1990 (Réunion)
- Argyrodes chionus Roberts, 1983 (Aldabra)
- Argyrodes chiriatapuensis Tikader, 1977 (Andaman Is.)
- Argyrodes coactatus Lopez, 1988 (French Guiana)
- Argyrodes cognatus (Blackwall, 1877) (Seychelles)
- Argyrodes convivans Lawrence, 1937 (South Africa)
- Argyrodes cylindratus Thorell, 1898 (Myanmar to Japan)
- Argyrodes cyrtophorae Tikader, 1963 (India)
- Argyrodes delicatulus Thorell, 1878 (Amboina)
- Argyrodes dipali Tikader, 1963 (India)
- Argyrodes elevatus Taczanowski, 1873 (USA to Argentina, Galapagos Is.)
- Argyrodes exlineae (Caporiacco, 1949) (Kenya)
- Argyrodes fasciatus Thorell, 1892 (Malaysia, Singapore)
- Argyrodes fissifrons O. P.-Cambridge, 1869 (Sri Lanka to China, Australia)
  - Argyrodes fissifrons terressae Thorell, 1891 (Nicobar Is.)
- Argyrodes fissifrontellus Saaristo, 1978 (Seychelles)
- Argyrodes flavescens O. P.-Cambridge, 1880 (Sri Lanka to Korea, Japan, New Guinea)
- Argyrodes flavipes Rainbow, 1916 (Queensland)
- Argyrodes fragilis Thorell, 1877 (Sulawesi)
- Argyrodes gazedes Tikader, 1970 (India)
- Argyrodes gazingensis Tikader, 1970 (India)
- Argyrodes gemmatus Rainbow, 1920 (Lord Howe Is.)
- Argyrodes gouri Tikader, 1963 (India)
- Argyrodes gracilis (L. Koch, 1872) (Lord Howe Is., New Caledonia, Samoa)
- Argyrodes hawaiiensis Simon, 1900 (Hawaii)
- Argyrodes huangsangensis Yin, Peng & Bao, 2004 (China)
- Argyrodes incertus Wunderlich, 1987 (Canary Is.)
- Argyrodes incisifrons Keyserling, 1890 (Queensland)
- Argyrodes incursus Gray & Anderson, 1989 (New South Wales, Lord Howe Is.)
- Argyrodes insectus Schmidt, 2005 (Cape Verde Is.)
- Argyrodes jamkhedes Tikader, 1963 (India)
- Argyrodes kratochvili (Caporiacco, 1949) (Kenya)
- Argyrodes kualensis Hogg, 1927 (Malaysia)
- Argyrodes kulczynskii (Roewer, 1942) (New Guinea)
- Argyrodes kumadai Chida & Tanikawa, 1999 (China, Taiwan, Japan)
- Argyrodes lanyuensis Yoshida, Tso & Severinghaus, 1998 (Taiwan)
- Argyrodes lepidus O. P.-Cambridge, 1879 (New Zealand)
- Argyrodes levuca Strand, 1915 (Fiji)
- Argyrodes maculiger Strand, 1911 (Kei Is.)
- Argyrodes margaritarius (Rainbow, 1894) (New South Wales)
- Argyrodes mellissi (O. P.-Cambridge, 1869) (St. Helena)
- Argyrodes mertoni Strand, 1911 (Aru Is.)
- Argyrodes meus Strand, 1907 (Madagascar)
  - Argyrodes meus poecilior Strand, 1913 (Central Africa)
- Argyrodes miltosus Zhu & Song, 1991 (China)
- Argyrodes minax O. P.-Cambridge, 1880 (Madagascar, Comoro Is.)
- Argyrodes miniaceus (Doleschall, 1857) (Korea, Japan to Australia)
- Argyrodes modestus Thorell, 1899 (Cameroon)
- Argyrodes nasutus O. P.-Cambridge, 1880 (Sri Lanka)
- Argyrodes neocaledonicus Berland, 1924 (New Caledonia)
- Argyrodes nephilae Taczanowski, 1873 (USA, West Indies to Argentina, Galapagos Is.)
- Argyrodes parcestellatus Simon, 1909 (Vietnam)
- Argyrodes pluto Banks, 1906 (USA, Mexico, Jamaica)
- Argyrodes praeacutus Simon, 1903 (Equatorial Guinea)
- Argyrodes projeles Tikader, 1970 (India)
- Argyrodes pusillus Saaristo, 1978 (Seychelles)
- Argyrodes rainbowi (Roewer, 1942) (Queensland, New South Wales)
- Argyrodes recurvatus Saaristo, 1978 (Seychelles)
- Argyrodes reticola Strand, 1911 (Aru Is.)
- Argyrodes rhomboides Yin, Peng & Bao, 2004 (China)
- Argyrodes rostratus Blackwall, 1877 (Seychelles)
- Argyrodes samoensis O. P.-Cambridge, 1880 (New Caledonia, Samoa)
- Argyrodes scapulatus Schmidt & Piepho, 1994 (Cape Verde Is.)
- Argyrodes scintillulanus O. P.-Cambridge, 1880 (India, Sri Lanka)
- Argyrodes sextuberculosus Strand, 1908 (Mozambique, Madagascar)
  - Argyrodes sextuberculosus dilutior (Caporiacco, 1940) (Ethiopia)
- Argyrodes strandi (Caporiacco, 1940) (Ethiopia)
- Argyrodes stridulator Lawrence, 1937 (South AFrica)
- Argyrodes sublimis L. Koch, 1872 (Fiji)
- Argyrodes sundaicus (Doleschall, 1859) (Thailand, Java, New Britain)
- Argyrodes tenuis Thorell, 1877 (Sulawesi)
  - Argyrodes tenuis infumatus Thorell, 1878 (Amboina)
- Argyrodes tripunctatus Simon, 1877 (Philippines)
- Argyrodes unimaculatus (Marples, 1955) (Samoa, Tongatabu, Niue)
- Argyrodes vatovae (Caporiacco, 1940) (Ethiopia)
- Argyrodes viridis (Vinson, 1863) (Madagascar, Réunion)
- Argyrodes vittatus Bradley, 1877 (New Guinea)
- Argyrodes weyrauchi Exline & Levi, 1962 (Peru)
- Argyrodes wolfi Strand, 1911 (New Guinea)
- Argyrodes yunnanensis Xu, Yin & Kim, 2000 (China)
- Argyrodes zhui Zhu & Song, 1991 (China)
- Argyrodes zonatus (Walckenaer, 1842) (East Africa, Madagascar, Réunion, Bioko)
  - Argyrodes zonatus occidentalis Simon, 1903 (Guinea-Bissau)

## Ariamnes
Ariamnes Thorell, 1869
- Ariamnes attenuatus O. P.-Cambridge, 1881 (Costa Rica, West Indies to Argentina)
- Ariamnes birgitae Strand, 1917 (Myanmar)
- Ariamnes campestratus Simon, 1903 (Gabon, Congo)
- Ariamnes colubrinus Keyserling, 1890 (Queensland, New South Wales, Lord Howe Is.)
- Ariamnes corniger Simon, 1900 (Hawaii)
- Ariamnes cylindrogaster Simon, 1889 (China, Korea, Taiwan, Japan)
- Ariamnes flagellum (Doleschall, 1857)  (Southeast Asia, Australia)
  - Ariamnes flagellum nigritus Simon, 1901 (Southeast Asia)
- Ariamnes haitensis (Exline & Levi, 1962) (Hispaniola)
- Ariamnes helminthoides Simon, 1907 (Guinea-Bissau)
- Ariamnes jeanneli Berland, 1920 (East Africa)
- Ariamnes longicaudatus O. P.-Cambridge, 1872 (Lebanon)
- Ariamnes longissimus Keyserling, 1891 (Peru, Brazil)
- Ariamnes mexicanus (Exline & Levi, 1962) (Mexico, Cuba)
- Ariamnes patersoniensis Hickman, 1927 (Tasmania)
- Ariamnes pavesii Leardi, 1902 (India, Sri Lanka)
- Ariamnes rufopictus Thorell, 1895 (Myanmar)
- Ariamnes russulus Simon, 1903 (Equatorial Guinea)
- Ariamnes schlingeri (Exline & Levi, 1962) (Peru)
- Ariamnes setipes Hasselt, 1882 (Sumatra)
- Ariamnes simulans O. P.-Cambridge, 1892 (India)
- Ariamnes triangulatus Urquhart, 1887 (New Zealand)
- Ariamnes triangulus Thorell, 1887 (Myanmar)

## Asygyna
Asygyna Agnarsson, 2006
- Asygyna coddingtoni Agnarsson, 2006 (Madagascar)
- Asygyna huberi Agnarsson, 2006  (Madagascar)

## Audifia
Audifia Keyserling, 1884
- Audifia duodecimpunctata Simon, 1907 (Guinea-Bissau, Congo)
- Audifia laevithorax Keyserling, 1884  (Brazil)
- Audifia semigranosa Simon, 1895 (Brazil)

## Cabello
Cabello Levi, 1964
- Cabello eugeni Levi, 1964  (Venezuela)

## Carniella
Carniella Thaler & Steinberger, 1988
- Carniella brignolii Thaler & Steinberger, 1988  (Belgium, Germany, Austria)
- Carniella detriticola (Miller, 1970) (Angola)
- Carniella globifera (Simon, 1899) (Sumatra)
- Carniella krakatauensis Wunderlich, 1995 (Krakatau)
- Carniella orites Knoflach, 1996 (Thailand)
- Carniella schwendingeri Knoflach, 1996 (Thailand)
- Carniella siam Knoflach, 1996 (Thailand)
- Carniella sumatraensis Wunderlich, 1995 (Sumatra)
- Carniella weyersi (Brignoli, 1979) (China, Sumatra)

## Cephalobares
Cephalobares O. P.-Cambridge, 1870
- Cephalobares globiceps O. P.-Cambridge, 1870  (Sri Lanka)

## Cerocida
Cerocida Simon, 1894
- Cerocida ducke Marques & Buckup, 1989 (Brazil)
- Cerocida strigosa Simon, 1894  (Venezuela, Guyana)

## Chorizopella
Chorizopella Lawrence, 1947
- Chorizopella tragardhi Lawrence, 1947  (South Africa)

## Chrosiothes
Chrosiothes Simon, 1894
- Chrosiothes chirica (Levi, 1954) (USA, Mexico)
- Chrosiothes episinoides (Levi, 1963) (Chile)
- Chrosiothes fulvus Yoshida, Tso & Severinghaus, 2000 (Taiwan)
- Chrosiothes goodnightorum (Levi, 1954) (Mexico to Costa Rica)
- Chrosiothes iviei Levi, 1964 (USA)
- Chrosiothes jamaicensis Levi, 1964 (Jamaica, Dominica)
- Chrosiothes jenningsi Piel, 1995 (USA)
- Chrosiothes jocosus (Gertsch & Davis, 1936) (USA, Mexico)
- Chrosiothes litus Levi, 1964 (Mexico)
- Chrosiothes minusculus (Gertsch, 1936) (USA, Mexico)
- Chrosiothes niteroi Levi, 1964 (Bolivia, Brazil)
- Chrosiothes perfidus Marques & Buckup, 1997 (Brazil)
- Chrosiothes portalensis Levi, 1964 (USA, Mexico)
- Chrosiothes proximus (O. P.-Cambridge, 1899) (Mexico to Panama)
- Chrosiothes silvaticus Simon, 1894  (USA to Ecuador)
- Chrosiothes sudabides (Bösenberg & Strand, 1906) (China, Korea, Japan)
- Chrosiothes taiwan Yoshida, Tso & Severinghaus, 2000 (Taiwan)
- Chrosiothes tonala (Levi, 1954) (Mexico to Honduras)
- Chrosiothes valmonti (Simon, 1897) (St. Vincent)
- Chrosiothes venturosus Marques & Buckup, 1997 (Brazil)
- Chrosiothes wagneri (Levi, 1954) (Mexico)

## Chrysso
Chrysso O. P.-Cambridge, 1882
- Chrysso albipes (Saito, 1935) (Russia, China, Korea, Japan)
- Chrysso albomaculata O. P.-Cambridge, 1882  (USA, West Indies to Brazil)
- Chrysso alecula Levi, 1962 (Panama)
- Chrysso anei Barrion & Litsinger, 1995 (Philippines)
- Chrysso antonio Levi, 1962 (Brazil)
- Chrysso argyrodiformis (Yaginuma, 1952) (China, Japan, Philippines)
- Chrysso arima Levi, 1962 (Trinidad)
- Chrysso arops Levi, 1962 (Brazil)
- Chrysso backstromi (Berland, 1924) (Juan Fernandez Is.)
- Chrysso barrosmachadoi Caporiacco, 1955 (Venezuela)
- Chrysso bimaculata Yoshida, 1998 (Japan)
- Chrysso calima Buckup & Marques, 1992 (Brazil)
- Chrysso cambridgei (Petrunkevitch, 1911) (Mexico to Venezuela)
- Chrysso caraca Levi, 1962 (Brazil)
- Chrysso caudigera Yoshida, 1993 (China, Taiwan)
- Chrysso compressa (Keyserling, 1884) (Peru, Brazil)
- Chrysso cyclocera Zhu, 1998 (China)
- Chrysso diplosticha Chamberlin & Ivie, 1936 (Panama to Peru)
- Chrysso ecuadorensis Levi, 1957 (Colombia to Bolivia)
- Chrysso foliata (L. Koch, 1878) (Russia, China, Korea, Japan)
- Chrysso gounellei Levi, 1962 (Brazil)
- Chrysso huae Tang, Yin & Peng, 2003 (China)
- Chrysso huanuco Levi, 1957 (Peru)
- Chrysso indicifera Chamberlin & Ivie, 1936 (Panama to Peru)
- Chrysso isumbo Barrion & Litsinger, 1995 (Philippines)
- Chrysso jianglensis Zhu & Song, 1993 (China)
- Chrysso lativentris Yoshida, 1993 (China, Korea, Taiwan)
- Chrysso lingchuanensis Zhu & Zhang, 1992 (China)
- Chrysso mariae Levi, 1957 (Peru)
- Chrysso melba Levi, 1962 (Panama)
- Chrysso nigra (O. P.-Cambridge, 1880) (Sri Lanka to Taiwan, Indonesia)
- Chrysso nigriceps Keyserling, 1884 (Colombia, Ecuador)
- Chrysso nigrosterna Keyserling, 1891 (Brazil)
- Chrysso nordica (Chamberlin & Ivie, 1947) (Hungary to Mongolia, North America)
- Chrysso orchis Yoshida, Tso & Severinghaus, 2000 (Taiwan)
- Chrysso oxycera Zhu & Song, 1993 (China)
- Chrysso pelyx (Levi, 1957) (USA)
- Chrysso picturata (Simon, 1895) (India)
- Chrysso pulcherrima (Mello-Leitão, 1917) (Pantropical)
- Chrysso pulchra (Keyserling, 1891) (Brazil)
- Chrysso questona Levi, 1962 (Costa Rica, Panama, Trinidad)
- Chrysso ribeirao Levi, 1962 (Brazil)
- Chrysso rubrovittata (Keyserling, 1884) (Brazil, Argentina)
- Chrysso sasakii Yoshida, 2001 (Japan)
- Chrysso scintillans (Thorell, 1895) (Myanmar, China, Korea, Japan, Philippines)
- Chrysso shimenensis Tang, Yin & Peng, 2003 (China)
- Chrysso sicki Levi, 1957 (Brazil)
- Chrysso silva Levi, 1962 (Panama)
- Chrysso simoni Levi, 1962 (Venezuela)
- Chrysso spiniventris (O. P.-Cambridge, 1869) (Sri Lanka to Japan (Europe, introduced))
- Chrysso subrapula Zhu, 1998 (China)
- Chrysso sulcata (Keyserling, 1884) (Peru, Bolivia, Brazil)
- Chrysso tiboli Barrion & Litsinger, 1995 (Philippines)
- Chrysso trimaculata Zhu, Zhang & Xu, 1991 (China, Taiwan)
- Chrysso trispinula Zhu, 1998 (China)
- Chrysso vallensis Levi, 1957 (Panama)
- Chrysso vesiculosa (Simon, 1895) (Vietnam to Japan, Philippines)
- Chrysso vexabilis Keyserling, 1884 (Panama to Argentina)
- Chrysso viridiventris Yoshida, 1996 (Taiwan, Ryukyu Is.)
- Chrysso vitra Zhu, 1998 (China)
- Chrysso vittatula (Roewer, 1942) (Colombia to Bolivia)
- Chrysso volcanensis Levi, 1962 (Costa Rica, Panama)
- Chrysso wangi Zhu, 1998 (China)
- Chrysso wenxianensis Zhu, 1998 (China)

## Coleosoma
Coleosoma O. P.-Cambridge, 1882
- Coleosoma acutiventer (Keyserling, 1884) (USA to Brazil)
- Coleosoma africanum Schmidt & Krause, 1995 (Cape Verde Is.)
- Coleosoma blandum O. P.-Cambridge, 1882  (Cosmopolitan)
- Coleosoma caliothripsum Barrion & Litsinger, 1995 (Philippines)
- Coleosoma floridanum Banks, 1900 (Pantropical, greenhouses in Europe)
- Coleosoma matinikum Barrion & Litsinger, 1995 (Philippines)
- Coleosoma normale Bryant, 1944 (USA to Brazil)
- Coleosoma octomaculatum (Bösenberg & Strand, 1906) (China, Korea, Taiwan, Japan)
- Coleosoma pabilogum Barrion & Litsinger, 1995 (Philippines)
- Coleosoma pseudoblandum Barrion & Litsinger, 1995 (Philippines)

## Coscinida
Coscinida Simon, 1895
- Coscinida asiatica Zhu & Zhang, 1992 (China)
- Coscinida coreana Paik, 1995 (Korea)
- Coscinida decemguttata Miller, 1970 (Congo)
- Coscinida gentilis Simon, 1895 (Sri Lanka)
- Coscinida japonica Yoshida, 1994 (Japan)
- Coscinida leviorum Locket, 1968 (Angola)
- Coscinida lugubris (Tullgren, 1910) (Tanzania)
- Coscinida novemnotata Simon, 1895 (Sri Lanka)
- Coscinida proboscidea Simon, 1899 (Sumatra)
- Coscinida propinqua Miller, 1970 (Angola)
- Coscinida tibialis Simon, 1895  (Pantropical)
- Coscinida triangulifera Simon, 1904 (Sri Lanka, Java)
- Coscinida ulleungensis Paik, 1995 (Korea)

## Craspedisia
Craspedisia Simon, 1894
- Craspedisia cornuta (Keyserling, 1891)  (Brazil)
- Craspedisia longioembolia Yin et al., 2003 (China)
- Craspedisia spatulata Bryant, 1948 (Hispaniola)

## Crustulina
Crustulina Menge, 1868
- Crustulina albovittata (Thorell, 1875) (Ukraine)
- Crustulina altera Gertsch & Archer, 1942 (USA)
- Crustulina ambigua Simon, 1889 (Madagascar)
- Crustulina bicruciata Simon, 1908 (Western Australia)
- Crustulina conspicua (O. P.-Cambridge, 1872) (Egypt, Israel, Syria)
- Crustulina erythropus (Lucas, 1846) (Morocco, Algeria)
- Crustulina grayi Chrysanthus, 1975 (New Guinea)
- Crustulina guttata (Wider, 1834)  (Palearctic)
- Crustulina hermonensis Levy & Amitai, 1979 (Israel)
- Crustulina incerta Tullgren, 1910 (Tanzania)
- Crustulina jeanneli Berland, 1920 (East Africa)
- Crustulina lineiventris (Pavesi, 1884) (Ethiopia)
- Crustulina lugubris Chrysanthus, 1975 (New Guinea)
- Crustulina molesta (Pavesi, 1883) (Ethiopia)
- Crustulina obesa Berland, 1920 (East Africa)
- Crustulina scabripes Simon, 1881 (Mediterranean)
- Crustulina starmuehlneri Kritscher, 1966 (New Caledonia)
- Crustulina sticta (O. P.-Cambridge, 1861) (Holarctic)

## Cyllognatha
Cyllognatha L. Koch, 1872
- Cyllognatha affinis Berland, 1929 (Samoa)
- Cyllognatha gracilis Marples, 1955 (Samoa)
- Cyllognatha subtilis L. Koch, 1872  (Lord Howe Is., Samoa)
- Cyllognatha surajbe Patel & Patel, 1972 (India)

- видети наставак